# Phyllodium insigne
Phyllodium insigne är en ärtväxtart som först beskrevs av David Prain, och fick sitt nu gällande namn av Anton Karl Schindler. Phyllodium insigne ingår i släktet Phyllodium och familjen ärtväxter. Inga underarter finns listade i Catalogue of Life.